# Filippo Crispolti
Filippo Crispolti (Rieti, 25 aprile 1857 – Roma, 2 marzo 1942) è stato un giornalista, scrittore e politico italiano.

## Biografia
Nacque a Rieti nel 1857: il padre, il marchese Tommaso Crispolti (1830-1911), era una personalità di spicco della vita politica reatina (fu Gonfaloniere al tempo dello Stato Pontificio), la madre era la contessa bolognese Giovanna Bentivoglio. 
Studiò tra Spoleto (ginnasio) e Perugia (liceo). S'iscrisse all'Università di Modena per poi laurearsi in giurisprudenza a Roma (ove ebbe tra gli altri come professore Ruggiero Bonghi) nel 1878. 
Iniziò la carriera forense; nel 1883, dietro l'incoraggiamento dello zio Cesare, direttore dell'«Osservatore Romano», lasciò l'avvocatura per dedicarsi al giornalismo. Fece un buon praticantato a Torino, dove lavorò per quattro anni all'«Emporio popolare», di cui divenne redattore capo. Nel 1887 lo zio lo richiamò a Roma per inserirlo nell'«Osservatore Romano». Anche nel quotidiano della Santa Sede Crispolti raggiunse la qualifica di redattore capo, che mantenne dal 1890 al 1895. Nell'Urbe si fece conoscere per la sua affiliazione con l'ala moderata del laicato cattolico: collaborò al mensile «La Rassegna italiana» e pubblicò il volume Il laicato cattolico italiano (1890). Nel 1893 venne eletto consigliere comunale a Roma, rimanendo nel consiglio fino al 1899.
Tra i vari giornale diresse «L'Avvenire» di Bologna (dalla fondazione nel 1896 al 1901), «Il Momento» di Torino (1912-1919) e «Il Cittadino» di Genova. Sostenendo l'inconciliabilità tra i dettami della fede cristiana e le partite d'onore, nel 1902 fondò la Lega antiduellistica. Nel 1906 venne eletto consigliere comunale a Torino. 
Alle prime elezioni post-belliche, nel 1919, si candidò nei collegi di Torino e Cuneo per il Partito Popolare Italiano (PPI), venendo eletto. Nel 1922 fu nominato senatore. Nel 1923 uscì dal PPI ed entrò nel Centro Nazionale Italiano, formazione creata da ex-popolari che raccolse i cattolici favorevoli alla collaborazione con il fascismo. Rimase attivo in Parlamento fino agli ultimi anni di vita.
Fu molto amico di Antonio Fogazzaro.

## Opere
- Il laicato cattolico italiano (1890)
- Poesie (1900)
- Il Duello (1900)
- I cattolici nelle elezioni politiche (1900)
- Giosuè Carducci (1907)
- Quistioni vitali. Discorsi (1908)
- Don Bosco (1911)
- Antonio Fogazzaro. Discorso (1911)
- Il rinnovamento dell'educazione (1919)
- Minuzie manzoniane (1919)
- Rimpianti (1922)
- S. Luigi Gonzaga (1924)
- Grandi anime. Discorsi commemorativi (1925)
- Le più belle pagine di Antonio Fogazzaro (1928)
- Pio IX, Leone XIII, Pio X, Benedetto XV. Ricordi personali (1932)
- Corone e porpore. Ricordi personali (1936)
- Politici, guerrieri, poeti. Ricordi personali (1938)
- Indagini sopra il Manzoni (1940)
- Alla scuola di Dante (1947, postumo).